# Centre de Recerca sobre Corporacions Multinacionals
El Centre de Recerca sobre Corporacions Multinacionals (SOMO - en holandès: Stichting Onderzoek Multinationale Ondernemingen) és una organització de recerca i xarxa independent i sense ànim de lucre que treballa en qüestions socials, ecològiques i econòmiques relacionades amb el desenvolupament sostenible. Iniciada el 1973, l'organització investiga les corporacions multinacionals i les conseqüències de les seves activitats dutes a terme per les persones i el medi ambient a tot el món.
SOMO té experiència en:
1. Sectors i cadenes de valor
2. Investigació corporativa
3. Responsabilitat corporativa
4. Reforma econòmica

Els principals sectors que investiga SOMO són l'⁣electrònica, l'energia i  l'aigua, els minerals, l'agricultura i l'alimentació, la confecció, la indústria farmacèutica i els sectors financers.

## Història

### Establiment
A principis de la dècada de 1970, grans grups d'holandesos es van declarar solidaris amb la política de reformes del president xilè Salvador Allende. Aleshores, el procés de democratització de l'economia xilena estava amenaçat per les manipulacions de les corporacions multinacionals, principalment nord-americanes, amb interessos a Xile. El violent enderrocament del govern d'Allende el 1973 va provocar una fúria massiva contra aquestes multinacionals. Diverses organitzacions i simpatitzants de l'anomenat Tercer Món van decidir establir una oficina d'investigació per supervisar les activitats i els interessos d'aquestes empreses multinacionals. Això va portar, l'any 1973, a la creació del Centre d'Investigació sobre Corporacions Multinacionals (SOMO). Dues de les organitzacions implicades en la creació de SOMO varen ser XY Beweging i Sjaloom.
XY i Sjaloom van finançar originalment els salaris i altres costos de les primeres investigacions. I més tard, la creixent organització SOMO va ser finançada durant molts anys en part amb subvencions del Comitè Nacional per a la Cooperació Internacional i el Desenvolupament Sostenible (en aquells moments amb les sigles NCO i actualment NCDO).
En els seus inicis, l'enfocament principal de SOMO era els països en vies de desenvolupament. No obstant això, a partir de 1975, SOMO va dur a terme investigacions en suport dels treballadors dels Països Baixos que eren empleats per empreses multinacionals. SOMO va oferir publicacions i formació per a comitès d'empresa i grups executius sindicals de gairebé totes les grans multinacionals que tenien la seva seu central als Països Baixos. Així, amb aquesta informació molts empleats de SOMO van actuar com a experts per als comitès d'empresa d'empreses holandeses durant les reestructuracions, fusions i reorganitzacions.
L'auge dels comitès d'empresa europeus (CEE) va suposar que, lògicament, SOMO hagués adquirit un nou camp d'operació relacionat. L'elaboració de perfils d'empreses multinacionals i el suport en la creació dels comitès d'empresa europeus es va convertir en un àmbit central de SOMO als anys vuitanta i noranta. La recerca sobre les empreses multinacionals i els sectors empresarials dominats per aquestes també s'estava convertint en un camp important per a la recerca.

### Canvi de treball
Al voltant del canvi de mil·lenni, el treball per als comitès d'empresa va disminuir, deixant el treball centrat principalment en els països en desenvolupament. Des de finals de la dècada de 1990, el treball de recerca s'ha centrat principalment en els temes de la Responsabilitat Social Corporativa, les relacions laborals als països en desenvolupament i el comerç i la inversió internacionals. Les comissions s'obtenen mitjançant subvencions emeses pel govern holandès i els organismes governamentals europeus. Els comissionats de SOMO són sindicats, organitzacions de desenvolupament i altres organitzacions socials.

### Establiment de xarxes
El desenvolupament d'Internet està assegurant una àmplia disponibilitat d'informació, la qual cosa ha fet que el paper de SOMO hagi canviat des dels anys noranta. El valor afegit de SOMO és, d'una banda, dur a terme (o encarregar) investigacions sobre les condicions de producció i laborals en les diferents cadenes de producció, i de l'altra en reforçar la cooperació entre organitzacions que volen influir en empreses i responsables polítics. Combinant la recerca i la coordinació en xarxa, SOMO vol promoure la integració del coneixement i l'acció. SOMO coordina diverses xarxes (CSR Platform, OECD Watch, Coalition for Trade and Development, GoodElectronics). SOMO també representa diversos consorcis (makeITfair i Towards Tax Justice) i també participa en la Coalició Europea per a la Justícia Corporativa (ECCJ) i en Tax Justice Network NL. Com a extensió de la seva investigació i coordinació de xarxes, SOMO també s'està centrant cada cop més en augmentar la capacitat de les ONG del sud (organitzant tallers, cursos de formació i desenvolupant mètodes de recerca) i coordinant el lobby i la influència de les polítiques.
Durant el període 2005-2010, l'atenció es va centrar en les condicions laborals i el medi ambient en els sectors productius, juntament amb iniciatives sobre temes econòmics, com ara la 'justícia fiscal' i la reforma dels mercats financers.

### Des del 2010
Els objectius previstos de SOMO es van reformular el 2010:
- La influència de les organitzacions socials sobre les multinacionals està creixent.
- La política i la pràctica de les empreses serveixen al desenvolupament social i sostenible.
- La regulació governamental té com a objectiu una distribució justa de la prosperitat i la sostenibilitat.

## Xarxes

### Xarxes coordinades per SOMO
- GoodElectronics
- Lobbywatch
- Plataforma MVO
- Observació de l'OCDE
- Tax Justice Nederland

### Membre del comitè de direcció
- Coalició Europea de Justícia Corporativa (ECCJ)
- Ta
- Agribusiness Accountability Initiative
- Banktrack
- Clean Clothes Campaign
- Dutch Working Group on Sustainable Natural Stone
- GATS Platform
- European Association of Development Research and Training Institutes (EADI)
- European Coalition for Corporate Justice (ECCJ)
- Our World is Not For Sale
- Red Puentes
- Regulate Global Finance Now
- Seattle to Brussels Network
- Sociaal Forum Nederland
- The Global Union Research Network
- The Northern Alliance for Sustainability (ANPED)
- Tropical Commodity Coalition
- Werkgroep Duurzame Natuursteen